# Pau de palanque
O Pau de spi ou Pau de palanque ou Tangão é um elemento da enxárcia de um veleiro que serve para afastar do barco o punho da escota de uma vela ou o punho da amura de um spinnaker simétrico. Fixa-se na parta da frente do mastro e é dirigida para a proa, quer dizer, é posto na posição oposta á da retranca, para o lado da proa.

## Características
O pau do spi é mantido horizontalmente por um sistema de  cabos que o prende para cima ao mastro, e para baixo é manobrado pelo proeiro. Em regra geral o tangão deve:
- estar paralelo ao nível da água;
- fazer quase um ângulo recto com a direcção do vento (no caso do spi simétrico). [1]

Geralmente o comprimento do tangão é igual ao J do veleiro, quer dizer igual à distância horizontal entre o mastro e a base do estai. 

## Imagens

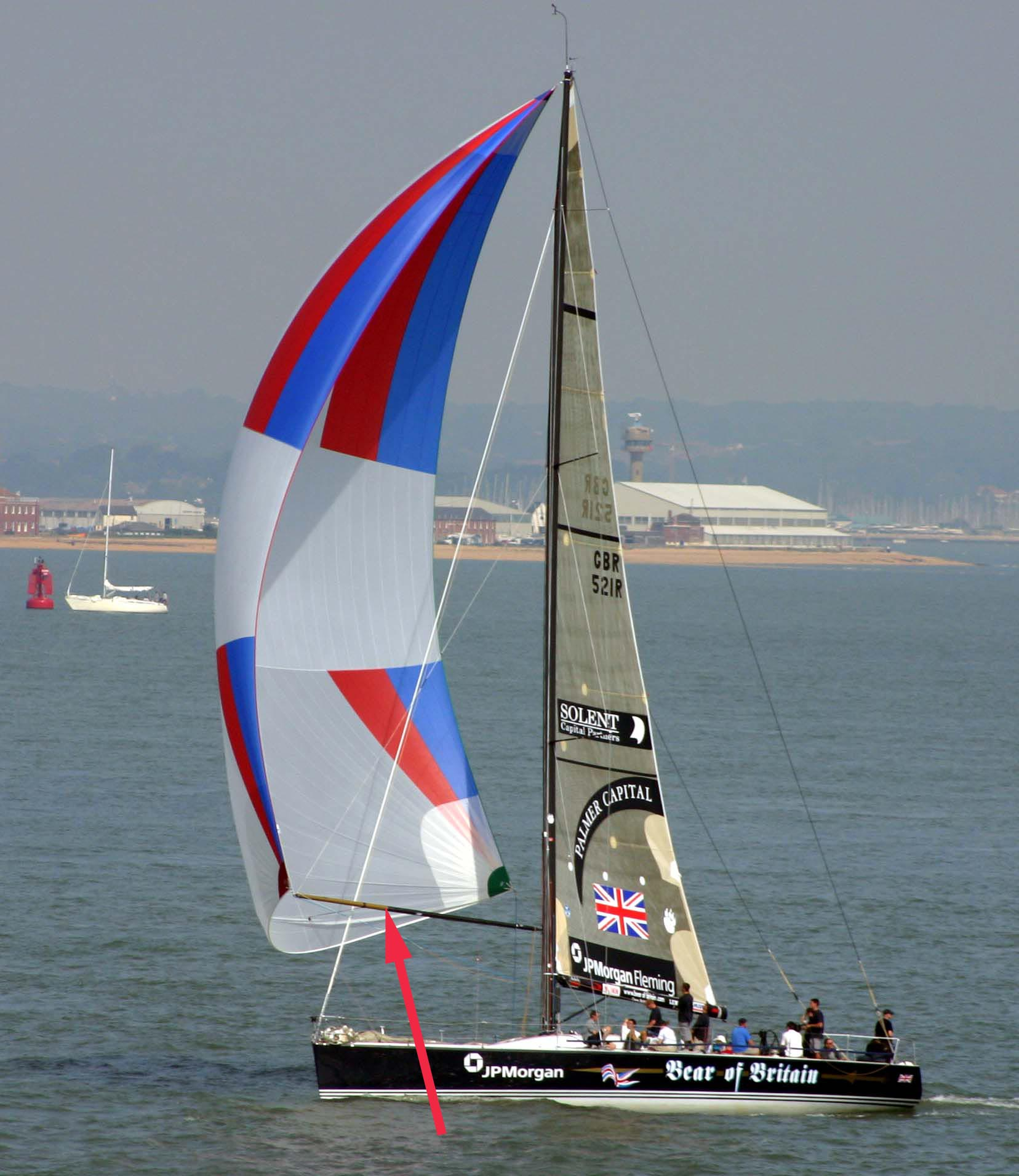
A flecha em vermelho mostra o Pau de spi
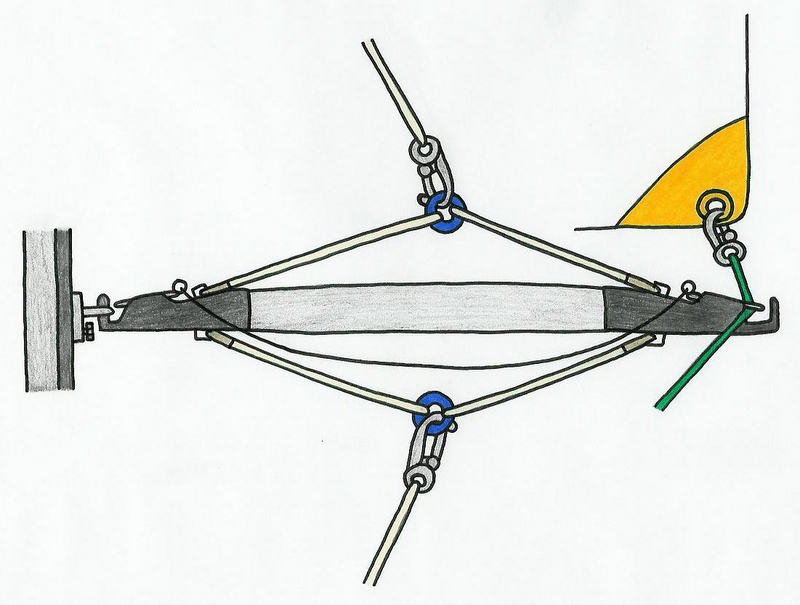
Mastro à esq. e punho da amura em amarelo